# Basílica de San José y Nuestra Señora del Sagrado Corazón
La basílica de San José y Nuestra Señora del Sagrado Corazón, es un templo católico ubicado en el barrio de San Juan del Centro Histórico de la Ciudad de México en la Alcaldía Cuauhtémoc. Fue construido a finales del siglo XVIII y reconstruido a mediados del siglo XIX. Su fiesta patronal se celebra el 19 de marzo. Se caracteriza por ser  una de las pocas construcciones coloniales que se conservan en el barrio de San Juan y por ostentar el título de basílica menor. Fue declarada monumento histórico el 9 de febrero de 1931,

## Historia
El barrio de San Juan tiene su origen en el barrio prehispánico de Moyotlan (lugar de mosquitos en náhuatl), uno de los cuatro barrios o campan en que estaba dividida la ciudad de México-Tenochtitlán y el más poblado e importante de ellos.  Después de la conquista española, la ciudad se dividió políticamente en tres partes: La traza, que era exclusivamente para  españoles y las parcialidades indígenas de Santiago Tlatelolco al norte y San Juan Tenochtitlán, la cual rodeaba la traza y se dividía en 4 barrios que se denominaron Santa María Cuepopan, San Pablo Zoquipan, San Sebastián Atzacoalco y San Juan Moyotla. En este último se estableció la sede del gobernador de la parcialidad y en la parte central del barrio se delimitó una plaza donde se estableció el tianguis para abasto de los indígenas y -como en cada uno de los barrios indígenas- una capilla, en este caso bajo la advocación de Juan el Bautista, a manera de ayuda de la parroquia de San José de los naturales del convento de San Francisco. La fundación de estas capillas se atribuye según la tradición franciscana a Fray Pedro de Gante, aunque también otras fuentes atribuyen su fundación a Hernán Cortés o la Segunda audiencia.
En 1769 la iglesia fue demolida y en 1772 comenzó la construcción de un nuevo templo.  Un año antes, en 1771 el  arzobispo Lorenzana había realizado la reforma parroquial de la Ciudad, la cual dividió a la ciudad en 13 parroquias. Como parte de esta reforma se cerró la parroquia de San José de los Naturales en el convento de San Francisco y se creó la parroquia de San José, administrada por el clero secular y con sede en el nuevo templo, la planta del edificio fue realizada por el arquitecto Francisco Guerrero y Torres y fue terminado por el arquitecto Agustín Paz en estilo neoclásico con la colaboración del ingeniero militar Miguel Constanzó. La iglesia fue consagrada finalmente en 1792.
El 19 de junio de 1858 la iglesia fue afectada por un fuerte sismo y fue necesario reconstruirla, fue abierta nuevamente al culto en 1861.
Con la aplicación de las leyes de reforma, el conjunto fue fraccionado y vendido a particulares, quedando el templo ahogado entre construcciones de nulo valor arquitectónico.
El 15 de enero de 1993, el papa Juan Pablo II le da el título de Basílica Menor.
El templo resultó severamente dañado durante el Terremoto de Puebla de 2017, sin embargo continúa abierto al culto.